# Ptaszyniec kurzy
Ptaszyniec kurzy (Dermanyssus gallinae) – gatunek roztocza z rodziny Dermanyssidae, ektopasożyt ptaków. Żywi się krwią, atakuje nocą podczas spoczynku ptaków. Po żywieniu kryje się w szczelinach w podłodze z dala od światła, gdzie składa jaja. 
Dermansyssus gallinae może również odżywiać się krwią niektórych ssaków, także ludzi, potrzebuje jednak ptasiego żywiciela do reprodukcji.

## Opis
Ciało podłużnie owalne oraz spłaszczone o barwie szarej. Dorasta do 0,75 mm. Po opiciu krwią ciało staje się kuliste i rozszerza do około 1 mm, barwa zmienia się na czerwonawą.
Dojrzałe ptaszyńce posiadają 4 pary dobrze rozwiniętych odnóży, lecz poruszają się na 3. Larwy natomiast posiadają 3 pary i poruszają się na 2. Przednia para odnóży pełni rolę czułków. Poruszanie się po żywicielu wywołuje u niego swędzenie.
Ptaszyńce posiadają długie szczękoczułki, którymi nacinają skórę swojego żywiciela. Po nacięciu pasożyt wpuszcza toksyczną ślinę, która posiada właściwości rozpuszczające tkankę skóry.

## Rozwój
Rozwój jest bardzo szybki. Idealna temperatura do rozwoju wynosi od 20 do 25 stopni Celsjusza. Ptaszyńce składają jaja w szczelinach, gdzie przebywają za dnia. Przy odpowiedniej wilgotności ptaszyniec może rozwinąć się od jaja do dorosłego osobnika nawet w ciągu 7 dni (co zależy wilgotności i temperatury).
Ponieważ roztocza mogą przetrwać w pustym kurniku do 10 miesięcy (bez pożywienia), ważna jest dokładna dezynsekcja pomieszczenia przed wznowieniem chowu.